# Ламберт Сустріс
Ламберт Сустріс ( італ. Lambert Sustris бл. 1520, Амстердам, Нідерланди — 1584, Венеція) — нідерландський художник, що  працював переважно в Італії в стилі маньєризму.

## Життєпис
Точної дати народження не збережено. Походив з міста Амстердам. Точних відомостей про навчання не збережено, за припущеннями міг навчатися у майстерні Яна ван Скореля (1495-1562).
Свого часу Ян ван Скорель відвідав Єрусалим і Італію, був недовго придворним художником папи римського Адріана VI, уродженця міста Утрехт. Під впливом розповідей Яна ван Скореля (або тих, хто відвідав папський Рим) могло визріти бажання відвідати Італію у і Ламберта Сустріса.

## Праця в Італії

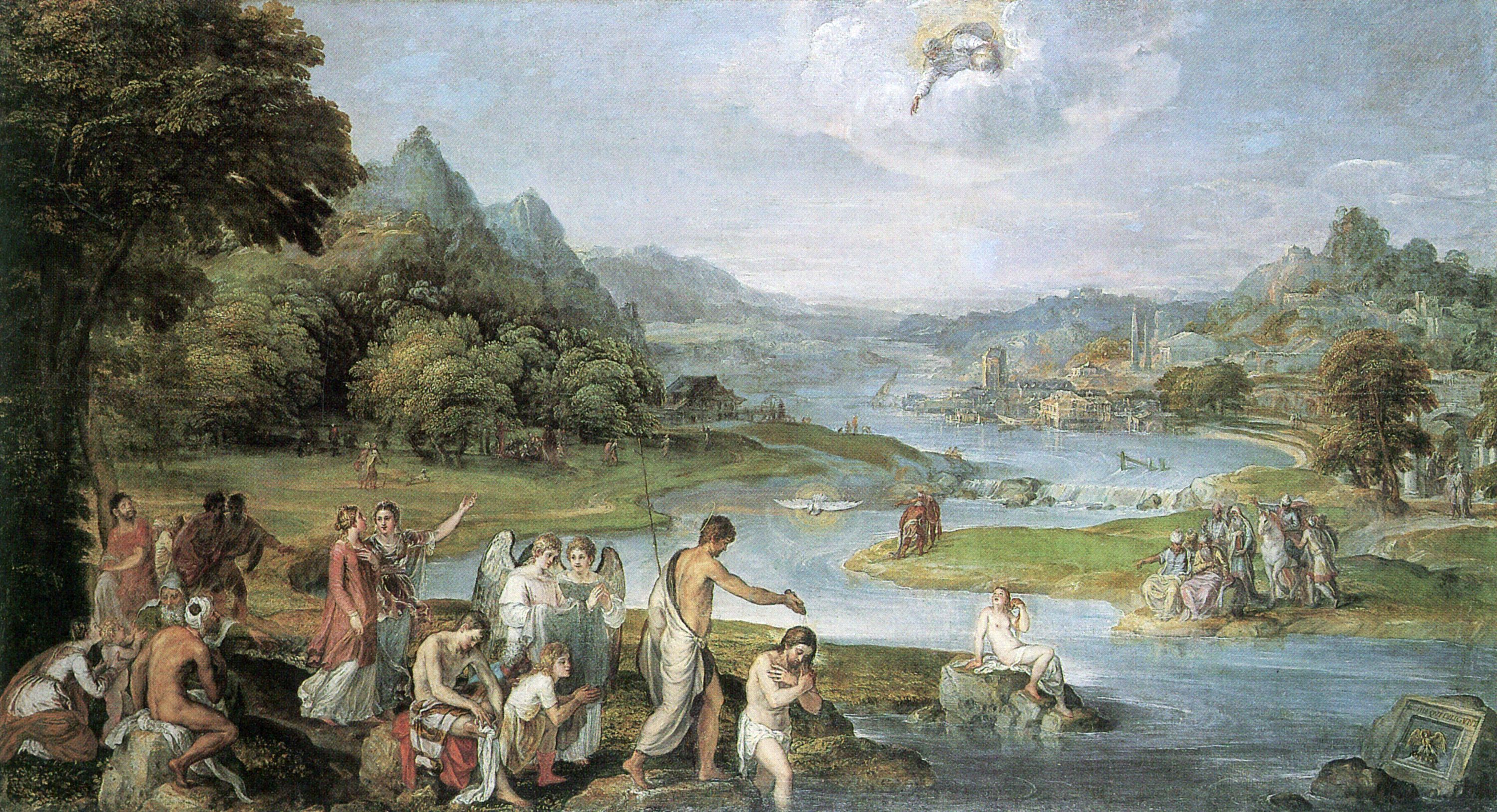
Ламберт Сустріс. «Пейзаж із хрещенням в Йордані»

Зафіксовані перебування і праця Ламберта Сустріса в Римі (1530-1535 рр.) Окрім Рима працював також у містах Падуя (1540-1543 рр.) та Аугсбург (1548 р.). Але оселився у Венеції, де сприйняв творчу манеру венеційських художників з її узагальненнями і колористичними пошуками. Працював у майстерні Тиціана, частка його творів має впливи Тінторето та інших венеційських маньєристів. Художня манера Ламберта коливала між впливами північного маньєризму і рисами пізнього венеційського відродження. Малював фрески, створював картини міфологічного і релігійного спрямування, вважався непоганим портретистом, створював картини з пейзажами зі стафажем.
Мав сина Фрідріха Сустріса, що навчався у Флоренції і став дизайнером і архітектором.

## Неповний перелік картин
- «Венера в пейзажі»
- «Венера »[5]
- «Венера і Амур», Лувр, Париж
- «Венера передає Амура на виховання Меркурію», Ель Пасо музей, Техас, Сполучені Штати
- «Юпітер та німфа Іо ховаються від дружини Юпітера Юнони»[5]
- «Геракл у саду Гесперід»[5]
- «Двобій Тезея з кентаврами»[5]
- «Геракл убиває Еврісфея та Какуса»
- «Юдиф з відрубаною головою Олоферна», до 1551 р.,Палац витончених мистецтв (Лілль), Франція
- Портрет Ханса Крістофа фон Фрікенхаузена
- Портрет кардинала Отто фон Вальдбурга
- «Містичні заручини св. Катерини Александрійської»
- « Мадонна з немовлям, Іваном Хрестителем дитиною та св. Анною», Галерея Боргезе, Рим.
- «Христос садівник » або «Не торкайся мене», Палац витончених мистецтв (Лілль), Франція

## Галерея

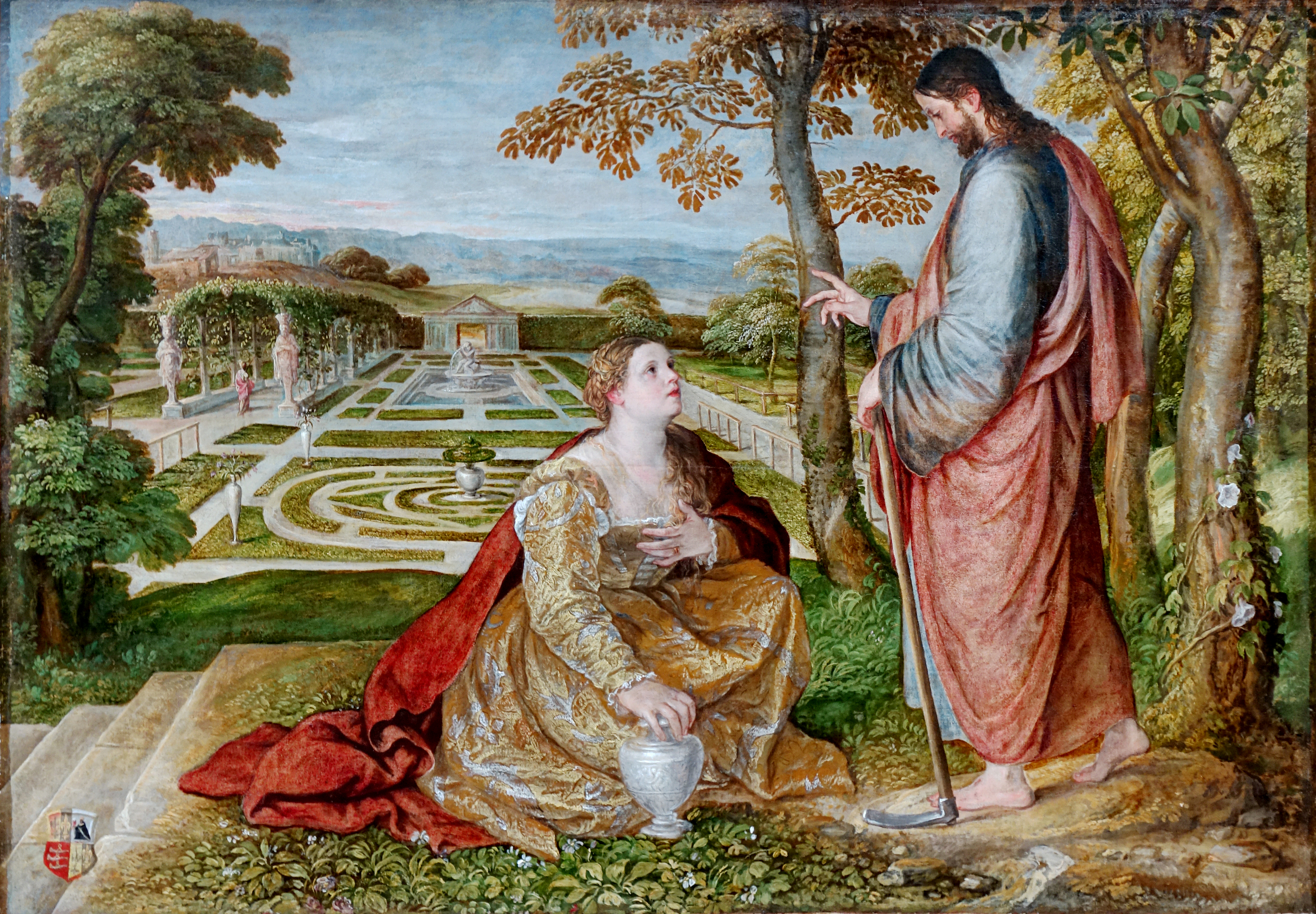
Ламберт Сустріс. «Христос садівник» або «Не торкайся мене». Венеційська школа, до 1560 р. Палац витончених мистецтв (Лілль)

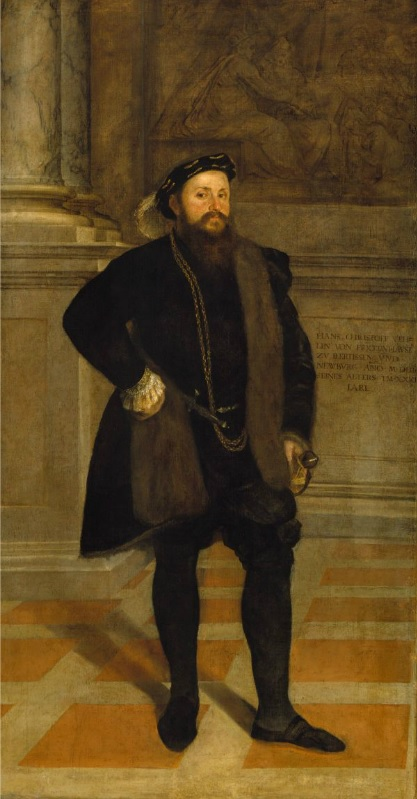
Ламберт Сустріс. Портрет Ханса Крістофа фон Фрікенхаузена

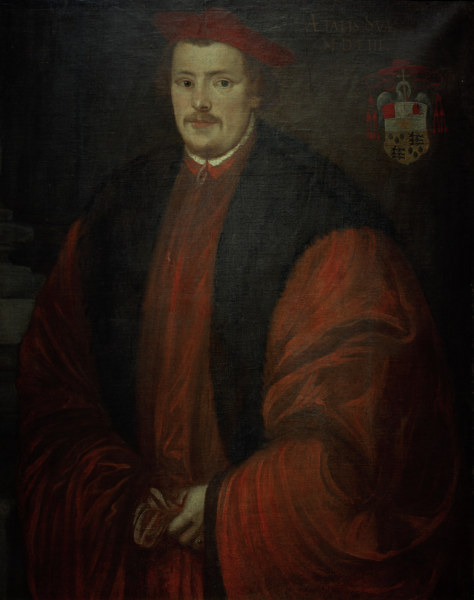
Ламберт Сустріс. «Портрет кардинала Отто фон Вальдбурга»
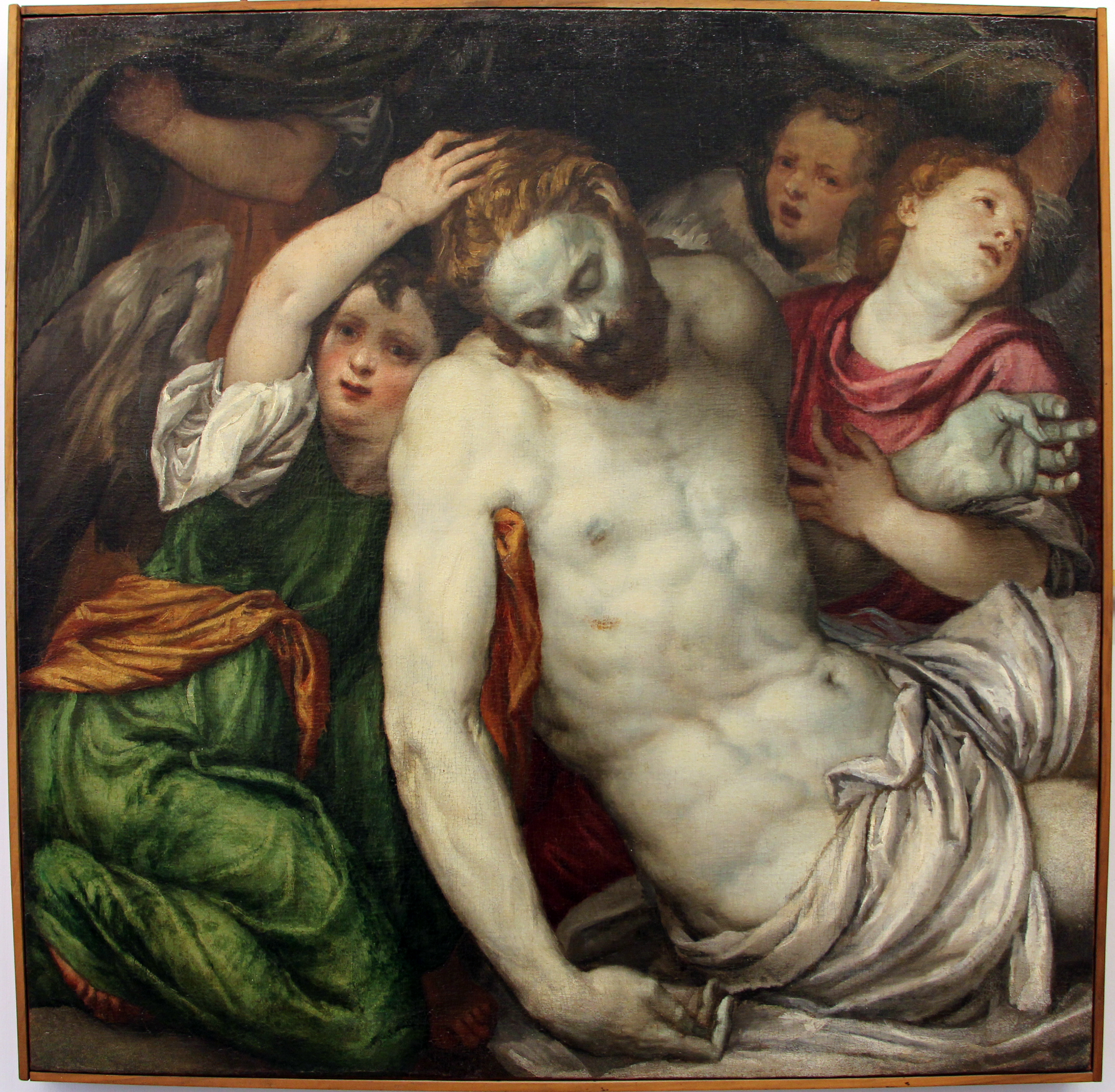
Ламберт Сустріс. «Оплакування Христа», Генуя
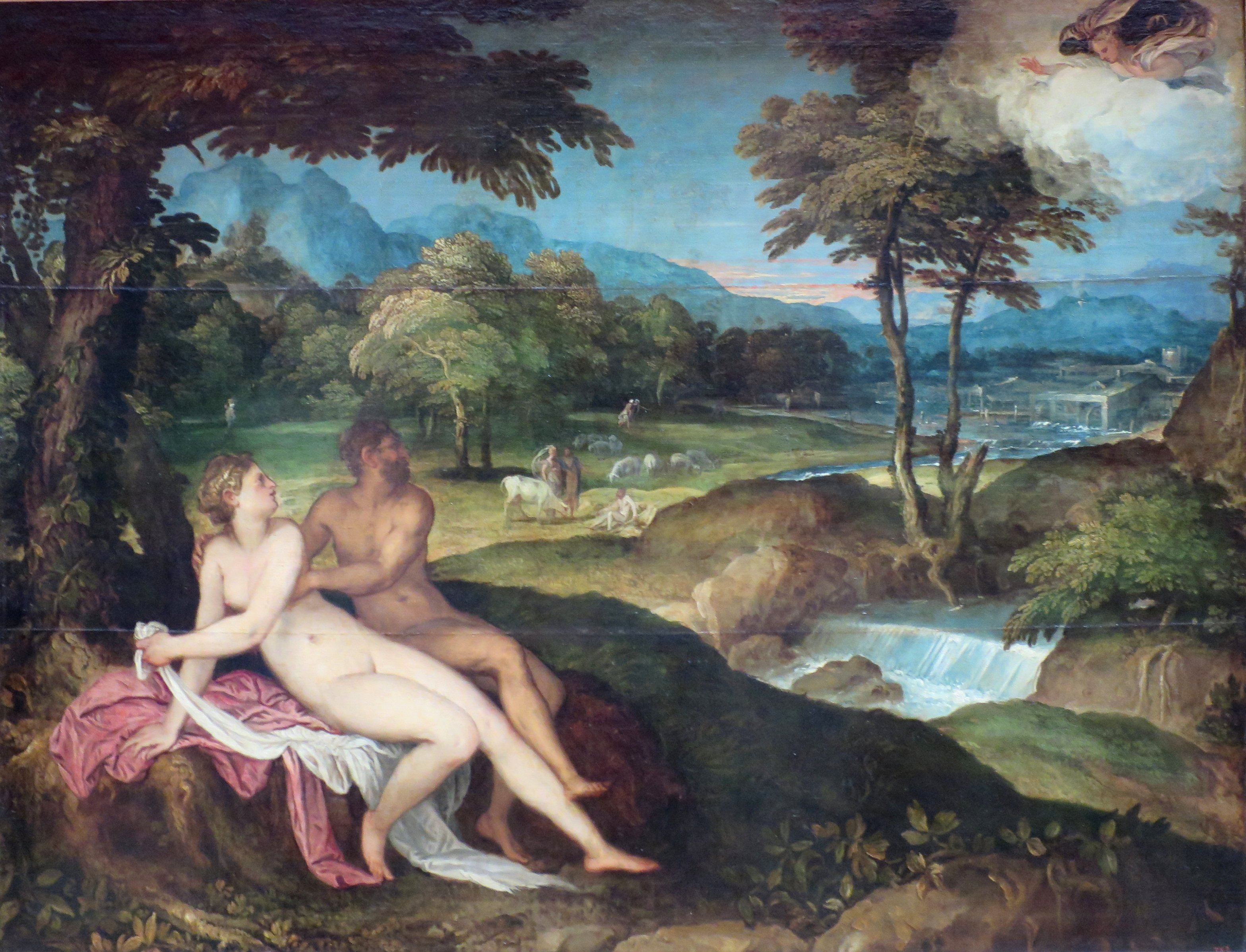
Ламберт Сустріс. «Юпітер та німфа Іо ховаються від дружини Юпітера Юнони», Ермітаж, Санкт-Петербург
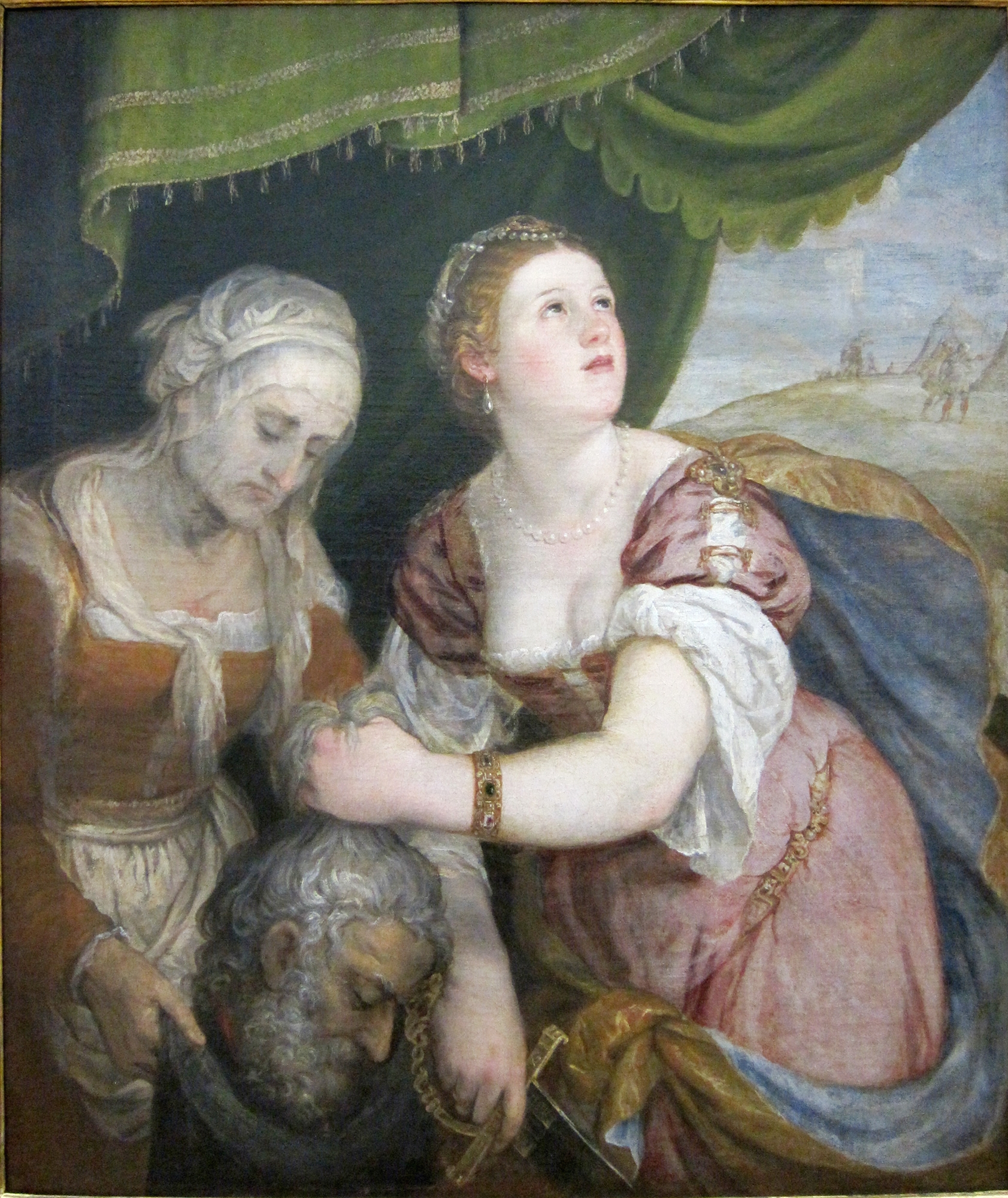
Ламберт Сустріс. «Юдиф з відрубаною головою Олоферна», до 1551 р., Палац витончених мистецтв (Лілль), Франція